# Doliogethes luridus
Doliogethes luridus är en tvåvingeart som beskrevs av Hesse 1938. Doliogethes luridus ingår i släktet Doliogethes och familjen svävflugor. Inga underarter finns listade i Catalogue of Life.